# NGC 2905
NGC 2905 est une région de formation d'étoiles située dans la galaxie NGC 2903.